# Тюбинген (пфальцграфство)

Пфальцграфство Тюбинген в 1250 год.

Тюбингенский дом (нем. Haus Tübingen), Графы Тюбингенские — швабский владетельный род, восходящий к графам Нагольда.
С 1146 года глава рода имел статус пфальцграфа — представителя германского короля (императора) в племенном герцогстве Швабия. После казни последнего Штауфена (1268 год) и окончательного распада герцогства (1309 год) пфальцграф Тюбингена (пфальцграф Тюбингенский) стал самым влиятельным человеком в Швабии и сохранял это положение до возвышения Вюртембергов в XV веке. Несмотря на то, что пфальцграфам Тюбингена удалось приобрести обширные владения в Швабии, их разделение на многочисленные побочные линии, расточительство и передача земельных наделов в пользу ими же основанных монастырей, привели к постепенному угасанию рода. Две последние линии рода — графы фон Тюбинген-Лихтенек (Tübingen—Lichteneck) и графы фон Монфорт — пресеклись в 1634 году и в 1787 году, соответственно.

## Истоки
Первым пфальцграфом Тюбингена был Хуго V фон Нагольд (нем. Hugo V. von Nagold, 1125—1152), с 1146 года известный также как Хуго I Тюбингенский (нем. Hugo I. von Tübingen). Этот титул он получил, вероятно, за заслуги перед Конрадом III, в 1138 году избранным германским королём.
В обязанности пфальцграфа в этот период входило не столько содержание королевского пфальца, что было типично для более раннего периода истории, а скорее осуществление контроля на территории соответствующего племенного герцогства и представительство королевской власти, что делало Хуго вторым лицом в Швабии после собственно правящего герцога. Кроме прочего, пфальцграфы получали право охоты, таможни и чеканки монеты (тюбингенский пфенниг, с 1185 года).
Сын первого тюбингенского пфальцграфа Хуго II (1153—1182), женатый на Елизавете Брегенцской (ум. 1216), смог не только приумножить фамильные владения, унаследовав графство Брегенц, земли в Курреции, Теттнанг и Зигмаринген, но и упрочил связь с правящей династией Штауфенов. В 1171 году он основал монастырь Мархталь. Его второй сын, Хуго III (ум. 1230) считается основателем новой самостоятельной линии — графов фон Монфорт, пресекшейся в конце XVIII века.

## Разделы владений
Старший сын Хуго II, Рудольф I (ум. 1219) известен тем, что в 1180-х годах он основал монастырь Бебенхаузен, а благодаря браку с Мехтхильд фон Глейберг (ум. ок. 1203 года) ему удалось присоединить к своим владениям Гисен, который в 1264 году был продан гессенским ландграфам.
Его сыновья Рудольф II (1224—1247) и Вильгельм (ум. 1256) разделили отцовское наследство таким образом, что Рудольф II получил Хорб, Херренберг и Тюбинген, а его брат Вильгельм — Асперг, Гисен и Бёблинген. Сыновья Рудольфа II основали собственные линии рода: его старший сын Хуго IV (ум. 1267) — линию Хорб-Тюбинген, в то время как младший сын Рудольф III, известный также как Рудольф I Шерер (нем. Rudolf I. der Scheerer, ум. 1277), основал херренбергскую линию.
В последующие столетия различные линии рода пфальцграфов Тюбингена пресеклись один за другим: линия Тюбинген-Хорб в 1290-х годах, Тюбинген-Асперг — около 1357 года, Тюбинген-Бёблинген — около 1377 года, и Тюбинген-Херренберг-Лихтенек — в 1667 году. Значительная часть владений отошла при этом графам Вюртемберга (Тюбинген в 1342 году, Бёблинген в 1344 году, Херренберг в 1382 году), графам Хоэнберг (Нагольд в 1247 году и Хорб в 1305 году) и монастырю Бебенхаузен.